# Le Pin (Deux-Sèvres)
Le Pin is een gemeente in het Franse departement Deux-Sèvres (regio Nouvelle-Aquitaine) en telt 1020 inwoners (1999). De plaats maakt deel uit van het arrondissement Bressuire.

## Geografie
De oppervlakte van Le Pin bedraagt 19,1 km², de bevolkingsdichtheid is 53,4 inwoners per km².
De onderstaande kaart toont de ligging van Le Pin (Deux-Sèvres) met de belangrijkste infrastructuur en aangrenzende gemeenten.

## Demografie
Onderstaande figuur toont het verloop van het inwonertal (bron: INSEE-tellingen).

1. ↑  Populations de référence 2022.